# Wieczne życie
Wieczne życie (niem. Das ewige Leben) – powieść kryminalna austriackiego pisarza Wolfa Haasa z 2003 (wydawnictwo Hoffmann und Campe, Hamburg). Polskie wydanie książki ukazało się w 2011 w tłumaczeniu Barbary Tarnas.

## Treść
Jak w większości powieści kryminalnych Haasa, głównym bohaterem jest Simon Brenner, który po latach wraca do rodzinnego Grazu (urodził się w dzielnicy Puntigam). Budzi się ze śpiączki w Klinice Neurologicznej im. Zygmunta Freuda. Okazuje się, że ktoś postrzelił go w głowę (pocisk wyjęto). Lekarze (np. dr Bonati) starają się mu wmówić, że była to próba samobójcza, jednak sam Brenner uważa, że postrzelił go szef lokalnej sekcji policji kryminalnej - Aschenbrenner.

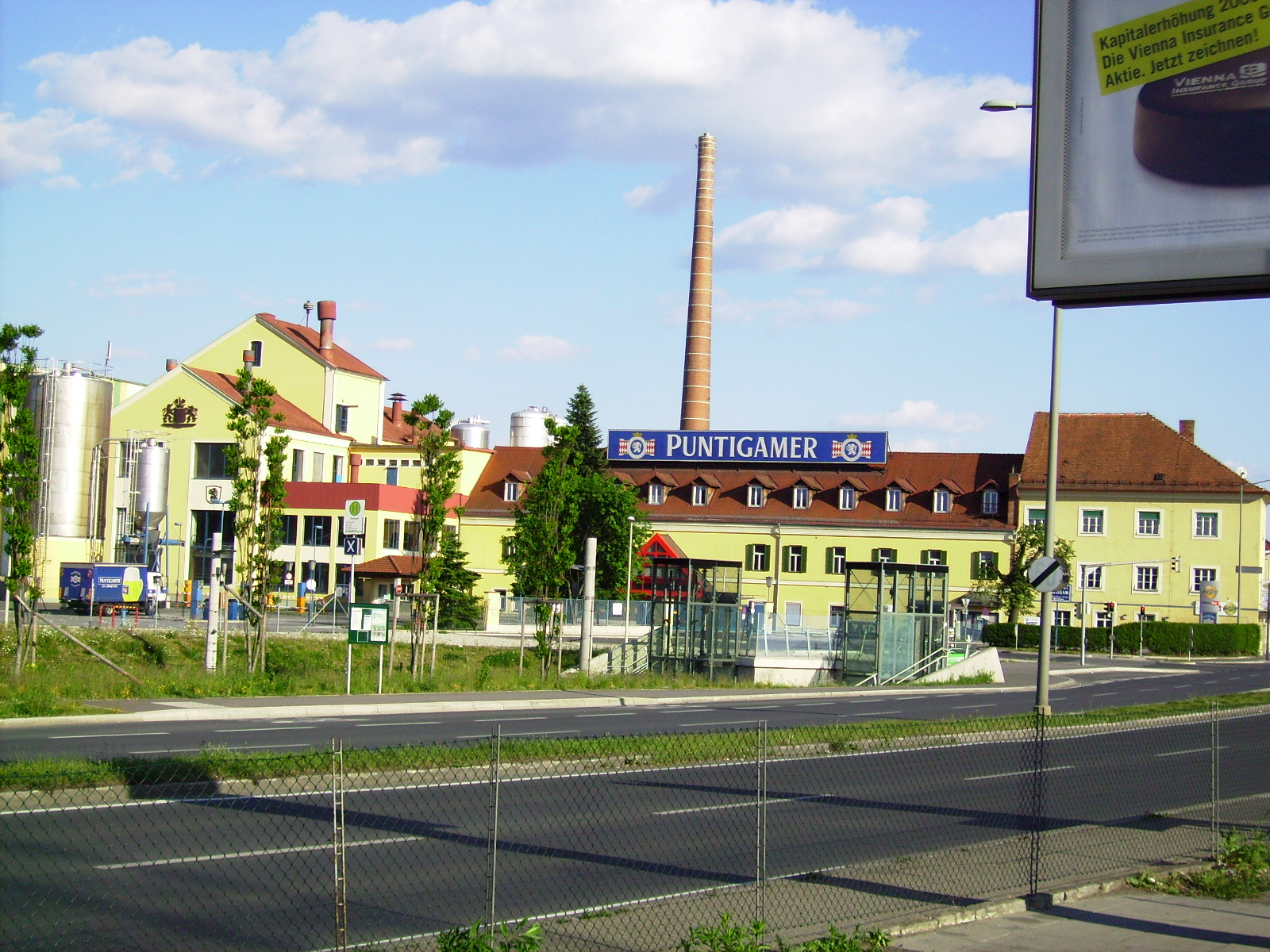
Puntigam - miejsce akcji. Lokalne piwo Puntigamer jest spożywane przez bohaterów powieści

Powieść posiada liczne retrospekcje do wydarzenia z przeszłości, kiedy to Brenner, Aschenbrenner, Irrsiegler (zwany Saarnenem, od nazwiska motocyklisty wyścigowego) oraz Köck, jeszcze jako uczniowie szkoły policyjnej, dokonali napadu na filię banku Raiffeisen przy Rudersdorfer Strasse, podczas którego zginął Saarinen, a 67.000 szylingów przepadło. Z czasem ginie też Köck, który był dozorcą na Stadionie im. Arnolda Schwarzennegera w Grazu i trudnił się handlem narkotykami (częściowo pod okiem policji). Poruszana jest też kwestia romska (m.in. Brenner udaje się do Hostic na Słowacji) oraz temat grup naonazistowskich w Austrii. W celu rozwikłania sprawy Brenner przenika, jako konfident, w szeregi neonazistów, ale zostaje bardzo szybko zdemaskowany. Istotna jest też postać Soili, w której Brenner się zakochuje.
W wyniku poniesionych obrażeń Brenner traci sprawność widzenia, m.in. powstają zaburzenie widzenia kolorów w lewym oku (widzi na czerwono).
Bogate są opisy Grazu, zwłaszcza dzielnicy Puntigam, a także lokalnej gwary miejskiej.